# Ruwer
El Ruwer (longitud 46 km) es un corto río de Alemania, un afluente del río Mosela por la derecha. Su cuenca comprende  238 km². 

## Enlaces externos

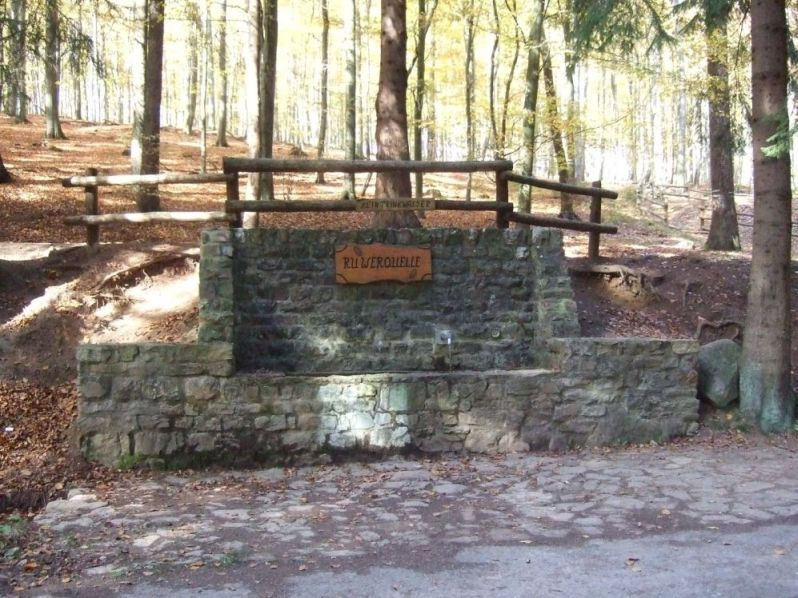
El Ruwer en primavera.